# Siegfried Schildmacher

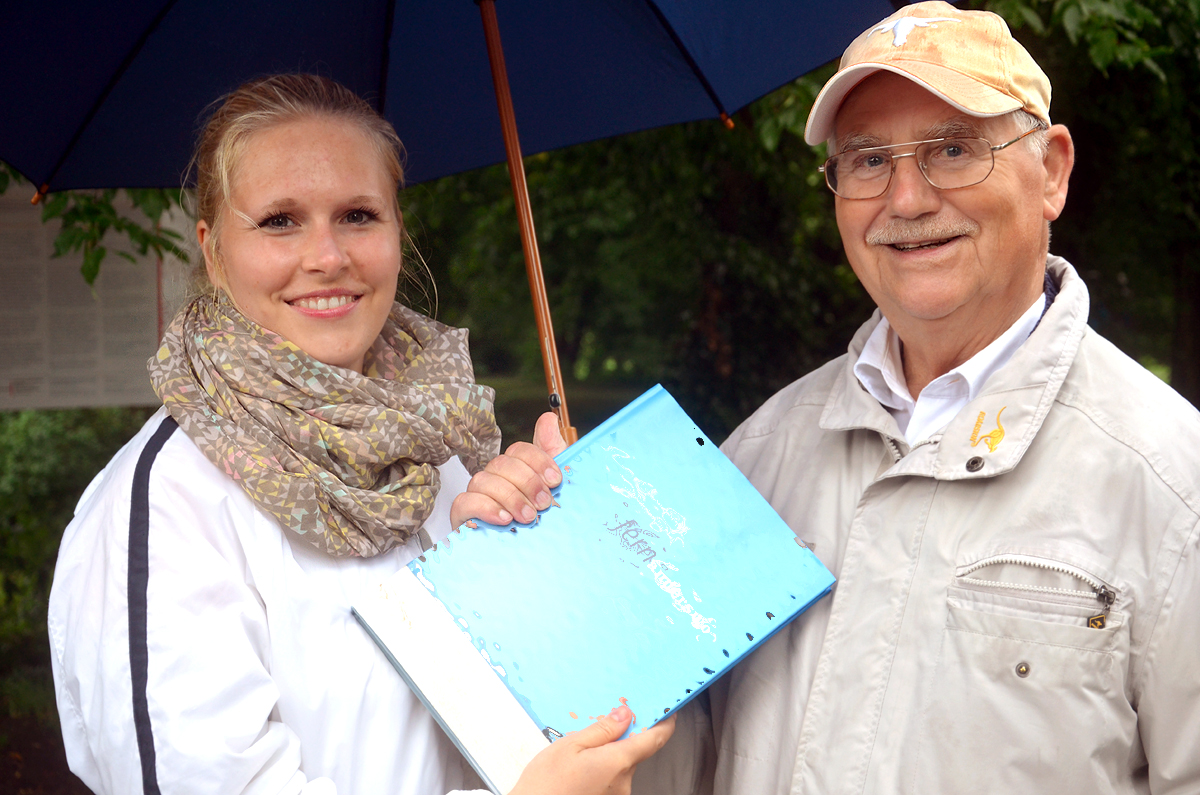
Siegfried Schildmacher Ende Juni 2017 mit Katharina Sterzer vom Freundeskreis Hannover nach einer Führung durch den Hinüberschen Garten in Hannover-Marienwerder

Siegfried B. Schildmacher (geboren 7. März 1938 in Driesen) ist ein deutscher Volkswirt und Sachbuch-Autor zur Stadtentwicklung in Hannover sowie zur Freimaurerei.

## Leben und Werk
Siegfried B. Schildmacher wurde im Jahr 1968 an der Universität Saarbrücken mit einer Arbeit zur Kritik- und Kontrollfunktion der Öffentlichkeit zum Dr. rer. pol. Er war von 1973 bis 1997 Leiter des Referats für Stadtentwicklung in der niedersächsischen Landeshauptstadt Hannover.
Als Stuhlmeister der Johannisloge Friedrich zum Weißen Pferde war Siegfried Schildmacher unter anderem beteiligt an einer von 2012 bis 2013 gezeigten Ausstellung im Historischen Museum Hannover, für die er die Begleitschrift im Verlag der Gottfried Wilhelm Leibniz Bibliothek – Niedersächsische Landesbibliothek herausgab unter dem Titel Freimaurer – Geheimbund oder Ethikschule? Geschichte und heutiges Wirken der Freimaurer in Hannover.
Ebenfalls im Historischen Museum Hannover präsentierte Siegfried Schildmacher im Jahr 2015 als Herausgeber das mit einem Autorenteam verfasste Buch zu nach bekannten Logen-Brüdern benannten hannoverschen Straßen unter dem Titel „Auf den Spuren der Freimaurer - ein Spaziergang durch Hannovers Straßen“.
Im Jahr 2017 organisierte Schildmacher den Festakt der deutschen Freimaurer im Sprengel Museum Hannover zum 300-jährigen Bestehen der Freimaurerei.
Neben seinen schriftlichen Aktivitäten wirkt Schildmacher aktiv auch im öffentlichen Raum, so beispielsweise 2017 zum 250-jährigen Jubiläum des im Englischen Landschaftsgarten-Stil angelegten Hinüberschen Garten in Hannover-Marienwerder: Als einer der Nachfolger von Jobst Anton von Hinüber, die als Stuhlmeister die Loge Friedrich zum weißen Pferde leiteten, erforschte und reaktivierte er in der Parkanlage den Rundgang, der unter anderem den Initiationsweg im „Leben eines Freimaurers vom Lehrling bis zum Meister darstellen soll.“
Im Oktober 2020 veröffentlicht Siegfried Schildmacher als Herausgeber sein  neues Buch: „Die Geheimnisse Freimaurerischer Landschaftsparks“.

## Schriften (Auswahl)

### Monografie
- Kritik- und Kontrollfunktion der Öffentlichkeit. Ein Beitrag zur Theorie der Politik.  Dissertation 1968 an der Universität Saarbrücken, Réssy, München 1968

### Zur Stadtentwicklung
- Siegfried Schildmacher et al.: Analysen und Projektionen zur Stadtentwicklung / Landeshauptstadt Hannover / Stadtentwicklungsprogramm 1974 – 1985, hrsg. vom Referat für Stadtentwicklung, Hannover: Referat für Stadtentwicklung, 1973; Inhaltsverzeichnis
- Wolfgang-Peter Gebauer, Siegfried Schildmacher: Natürliche Bevölkerungsentwicklung. Deutsche und Ausländer nach Prognosebezirken bis zum Jahr 2000. Ein Prognosemodell ohne Wanderungen (= Schriften zur Stadtentwicklung, Bd. 6), hrsg. vom Referat für Stadtentwicklung Hannover, Hannover: Referat für Stadtentwicklung, 1976
- Siegfried Schildmacher et al.: Fachprogramm Erholung-Freizeit-Sport, Teilplan Spielplätze / Landeshauptstadt Hannover: Entwurf (= Schriften zur Stadtentwicklung, Bd. 11), Hrsg.: Landeshauptstadt Hannover, Referat für Stadtentwicklung, Hannover: Referat für Stadtentwicklung, 1980
- Wolfhard Gottschalk, Siegfried Schildmacher, Karl-Ludwig Schmiing (Bearb.): Kommunale Entwicklungsplanung in der Bundesrepublik Deutschland. Ergebnisse einer Erhebung, durchgeführt von der Kommunalen Gemeinschaftsstelle für Verwaltungsvereinfachung (KGSt), Köln in Zusammenarbeit mit dem Institut für Kommunalwissenschaft und Umweltschutz der Universität Linz/Donau, Köln: KGSt, 1980
- Wolfgang-Peter Gebauer, Siegfried Schildmacher: Integrierte Einwohner-, Arbeitsplatz- und Wohnungsbedarfsprognose (= Schriften zur Stadtentwicklung, Bd. 24), Hrsg. vom Referat für Stadtentwicklung, Hannover: Referat für Stadtentwicklung, 1982
- Siegfried Schildmacher (Verf.), Wolfgang-Peter Gebauer, Ulrike Fenke (Erhebung und Auswertung): Schülererhebung in den berufsbildenden Schulen im Grossraum Hannover / Landeshauptstadt Hannover (= Schriften zur Stadtentwicklung, Bd. 40), Hrsg.: Landeshauptstadt Hannover, Der Oberstadtdirektor, Referat für Stadtentwicklung, Hannover: Oberstadtdirektor, Referat für Stadtentwicklung,
- Siegfried Schildmacher (Bearb.): Einwohnerentwicklung 1990 – 2000. Alternative Prognoserechnungen (= Schriften zur Stadtentwicklung, Bd. 49) = Einwohnerentwicklung. Prognosen der Landeshauptstadt Hannover und der Städte und Gemeinden des Umlandes, Hannover: Landeshauptstadt Hannover, Referat für Stadtentwicklung, 1990
- Siegfried Schildmacher et al.: Verkehrsentwicklungsplan Hannover, von den Mitgliedern der „Arbeitsgruppe Verkehr“ erarbeitet, Hannover: Oberstadtdirektor, Referat für Stadtentwicklung
  - Teil 1: Methoden – Ziele – Bestand. [Entwurf] (= Beiträge zum Verkehrsentwicklungsplan, Bd. 1), 1990
  - Teil 2: Park-and-ride-Konzept (= Beiträge zum Verkehrsentwicklungsplan, Bd. 5), 1991
  - Teil 3: Verkehrskonzept für die Innenstadt von Hannover (= Beiträge zum Verkehrsentwicklungsplan, Bd. 6), 1991
  - Teil 4: Öffentlicher Personennahverkehr (= Beiträge zum Verkehrsentwicklungsplan, Bd. 7), 1994
- Jürgen Lüddecke, Andreas Rausch (Koord.), Siegfried Schildmacher et al.: Wasserkonzept für Hannover. Leitlinien / Landeshauptstadt Hannover, Der Oberbürgermeister, Umweltdezernat (= Schriftenreihe Kommunaler Umweltschutz, Heft Nr. 15), 1., teilweise überarbeitete Auflage, Hannover: Stadtentwässerung Hannover, Öffentlichkeitsarbeit, 1996

### Zur Freimaurerei
- Siegfried Schildmacher (Red.): 1746–1996. 250 Jahre Freimaurerloge „Friedrich zum weißen Pferde“ Hannover. hrsg. von der Freimaurerloge „Friedrich zum weißen Pferde“. Selbstverlag, Hannover 1996, DNB 948988061.
- Siegfried Schildmacher: 1746–2006. Geschichte der Freimaurerloge „Friedrich zum weißen Pferde“ Hannover. unter Mitarbeit von Winfried Brinkmann, Gustav Gogowski und Edmund Woerner, hrsg. von der Freimaurerloge „Friedrich zum weißen Pferde“ Selbstverlag, Hannover 2006.
- Hartmut von Hinüber, Peter Krüger, Siegfried Schildmacher: Der Hinübersche Garten in Hannover-Marienwerder. Eine freimaurerische Gartenanlage. hrsg. von der Freimaurerloge „Friedrich zum weißen Pferde“. Selbstverlag, Hannover 2011.
- Siegfried Schildmacher (Hrsg.): Freimaurer – Geheimbund oder Ethikschule? Geschichte und heutiges Wirken der Freimaurer in Hannover, Begleitband zu einer Ausstellung im Historischen Museum Hannover vom 5. September 2012 bis 6. Januar 2013, Hannover: Gottfried-Wilhelm-Leibniz-Bibliothek, 2012, ISBN 978-3-943922-01-1
- Siegfried Schildmacher (Hrsg.): Auf den Spuren der Freimaurer – ein Spaziergang durch Hannovers Straßen. Hannover 2015[8]